# Néa Erythraía
Néa Erythraía är en ort i Grekland.   Den ligger i prefekturen Nomarchía Athínas och regionen Attika, i den sydöstra delen av landet, 16 km nordost om huvudstaden Aten. Néa Erythraía ligger 274 meter över havet och antalet invånare är 17 379.
Terrängen runt Néa Erythraía är varierad.Runt Néa Erythraía är det mycket tätbefolkat, med 2 521 invånare per kvadratkilometer. Närmaste större samhälle är Aten, 16,0 km sydväst om Néa Erythraía. Runt Néa Erythraía är det i huvudsak tätbebyggt.